# Vjačeslav Kondraťjev
Vjačeslav Leonidovič Kondraťjev, rusky: Вячесла́в Леони́дович Кондра́тьев (30. října 1920 – 23. září 1993) byl ruský sovětský spisovatel.

## Biografie
Narodil se 30. října 1920 v Poltavě do rodiny železničního inženýra. V roce 1922 se rodina přestěhovala do Moskvy. V roce 1939 byl z prvního ročníku Moskevského architektonického institutu povolán do Rudé armády. Sloužil na Dálném východě u železničního vojska. V prosinci 1941 byl poslán na frontu se 132. pěší brigádou. V dubnu 1942 mu byla udělena medaile Za chrabrost. Později utrpěl zranění a po rekonvalescenci byl převelen zpět k železničnímu vojsku. Opět však utrpěl zranění, tentokrát ještě vážnější a tak byl převelen do záloh. V roce 1985 mu byl udělen Řád vlastenecké války 1. stupně.
V roce 1958 absolvoval Moskevský polygrafický institut a dlouhá léta pracoval jako grafik. Psaní se věnoval od počátku padesátých let, prvního zveřejnění své tvorby se dočkal až ve svých 49 letech. Žil v Moskvě, byl členem Unie spisovatelů SSSR a ruského PEN Centra. Jeho díla byla přeložena i do češtiny a slovenštiny.
23. září 1993 spáchal sebevraždu. Pohřbený je na Kuncevském hřbitově v Moskvě.

## Díla vydaná česky
- Saška, překlad: Zuzana Krejčová, Praha : Naše vojsko, 1982, edice Hvězda ; Sv. 48, 162 s.
- Dovolená za zranění : Hra ve 2 částech, překlad: Věra Kubíčková, Praha : Dilia, 1982, 78 s.
- Saška, dramatizace podle stejnojmenné povídky Sergej Kokovkin, překlad Věra Kubíčková, Dilia : Praha, 1984